# Ty Mitchell
Ty Mitchell (* Januar 1970, USA) ist ein US-amerikanischer Schauspieler.

## Karriere
Im Alter von neun Jahren hatte Mitchel seinen ersten Gastauftritt im TV in der US-Familienreihe ABC Afterschool Specials in der Folge "Which Mother is Mine ?".
1980 erlangte er im Alter von zehn Jahren weltweit Berühmtheit durch den Horrorklassiker The Fog – Nebel des Grauens von John Carpenter. Mitchell verkörperte die Rolle von Andy, dem Sohn der Hauptdarstellerin Adrienne Barbeau. Der Film spielte weltweit 21.000.000 Dollar in die Kinokassen ein.
Die Rolle eröffnete Mitchell weitere Film- und TV-Auftritte als Kinderdarsteller in der Folgezeit. So war er u. a. in der US-Fernsehserie CHiPs oder Alice vor der Kamera zu sehen.
Für die Fortsetzung von Halloween – einem weiteren Horrorfilmklassiker von John Carpenter – engagierte dieser 1981 erneut Ty Mitchell, der in Halloween II die Rolle des jungen Gary erhielt.
Nach einem Cameo-Auftritt in der US-Fantasy / Comedy Serie The Kid with the broken Halo (1982) wurde es still um den Kinderstar.
Als Kameramann kehrte er 2006 zum Film zurück. Bis zum Jahre 2011 war er in dieser Funktion an zahlreichen Filmen wie Walkout (2006), Southland Tales (2006), The Nine (2007), What Love Is (2007), House (2008) oder Advent (2011) beteiligt.
Erst im Jahre 2010 war Mitchell nach 28 Jahren wieder in einer kleinen Nebenrolle des Spätwesterns True Grit – Vergeltung vor der Kamera als Fährmann zu sehen. Es folgte 2012 eine Cameo-Rolle als Barkeeper im Thriller Abeo Pharisee. 2013 erhielt er eine kleine Rolle in Far Marfa.
Im Jahre 2018 wirkte er bei Anthony Bourdains Kulinarische Abenteuer (orig. parts unknown) in der ersten Episode des Jahres mit.
Nebst Robert De Niro und Leonardo DiCaprio gehörte Ty Mitchell 2023 zur Besetzung des mit zehn Oscars nominierten Films Killers of the Flower Moon, in welchem er die Rolle des John Ramsey besetzte.

## Privatleben
Von 1983 bis 2006 zog sich Ty Mitchell ganz aus dem Filmgeschäft zurück, absolvierte eine Ausbildung und gründete eine Familie. Auf seinem eigenen Instagram-Account ist er regelmäßig aktiv und präsentiert auch heute noch gerne Fotos von den Dreharbeiten zu "The Fog".

## Filmografie
- 1980: The Fog – Nebel des Grauens (US-Horrorfilm)
- 1981: Halloween II – Das Grauen kehrt zurück (US-Horrorfilm)
- 1982: The Kid with the broken Halo (US-Serie)
- 2010: True Grit – Vergeltung (US-Western)
- 2012: Abeo Pharisee (US-Thriller)
- 2013: Far Marfa (US-Spielfilm)
- 2018: Anthony Bourdain – Kulinarische Abenteuer (US-Serie)
- 2023: Killers of the Flower Moon (US-Spielfilm)